# Bíborfarkú császárgalamb
A bíborfarkú császárgalamb (Ducula rufigaster) a madarak osztályának galambalakúak (Columbiformes) rendjébe és a galambfélék (Columbidae) családjába tartozó faj.
A magyar név forrással nincs megerősítve, lehet, hogy az angol név tükörfordítása (Purple-tailed Imperial-Pigeon).

## Előfordulása
Indonézia és Pápua Új-Guinea területén honos. Trópusi és szubtrópusi erdők lakója.

## Alfajai
- Ducula rufigaster pallida
- Ducula rufigaster rufigaster
- Ducula rufigaster uropygialis